# Шляйф, Ханс
Ханс Филипп Освальд Шляйф (нем. Hans Philipp Oswald Schleif; 23 февраля 1902, Висбаден, Германская империя —  27 апреля 1945, Берлин) — немецкий архитектор и археолог, руководящий сотрудник Аненербе, штандартенфюрер СС.

## Биография
Родился в семье предпринимателя Фрица Шляйфа и его жены Луизы Руппель. В семье было ещё три дочери. В 1909 году семья переехала в Берлин. Ханс окончил гимназию Йоахима-Фридриха в Берлине и с 1920 года начал изучать архитектуру в Дерзденском техническом университете. Также учился в Мюнхене и Берлине. В 1924 году защитил диплом в техническом университете Берлина.
Работал в архитектурном бюро «Bielenberg und Moser». Параллельно занимался созданием мини-моделей городов. Не имел постоянной работы и работал по краткосрочным договорам. В 1926 году женился на своей школьной подруге Гизеле Леман, в этом браке родилась дочь. Впоследствии развёлся с женой и женился на своей ассистентке Леоноре Томас. С 1927 года по стипендии Германского археологического института принимал участие в раскопках (в том числе на Самосе, в Олимпии, на Корфу, в Нубии). В 1933 году защитил кандидатскую диссертацию на тему «Алатрь Зевса в Олимпии».
Член НСДАП (членский номер 5.380.876). В 1935 году вступил в СС (членский номер 264.124), в том же году был принят на работу в отдел раскопок Аненербе. В 1936 году защитил докторскую диссертацию. С 1937 года — доцент, с 1938 года — экстраординарный профессор Берлинского университета. В 1938—1940 годах руководитель учебно-исследовательского отдела раскопок Аненербе. Позднейшие исследователи обвиняли Шляйфа в отходе от науки и использовании её в нацистской пропаганде. Запланированная им многотомная энциклопедия архитектуры ограничилась несколькими статьями.
В 1944 году переведён в Главное административно-хозяйственное управление СС, где занял пост заместителя начальника Департамента «С» (строительство) Ганса Каммлера.
В ходе штурма советскими войсками Берлина вечером 27 апреля 1945 года Шляйф застрелил свою жену и двоих детей от второго брака, а затем покончил с собой.

## Сочинения
- Die neuen Ausgrabungen in Olympia und ihre bisherigen Ergebnisse für die antike Bauforschung. Berlin, 1943.
- Der Artemistempel. Berlin : Mann, 1940.
- Der Zeus-Altar in Olympia. Berlin, (1935).